# Вертю

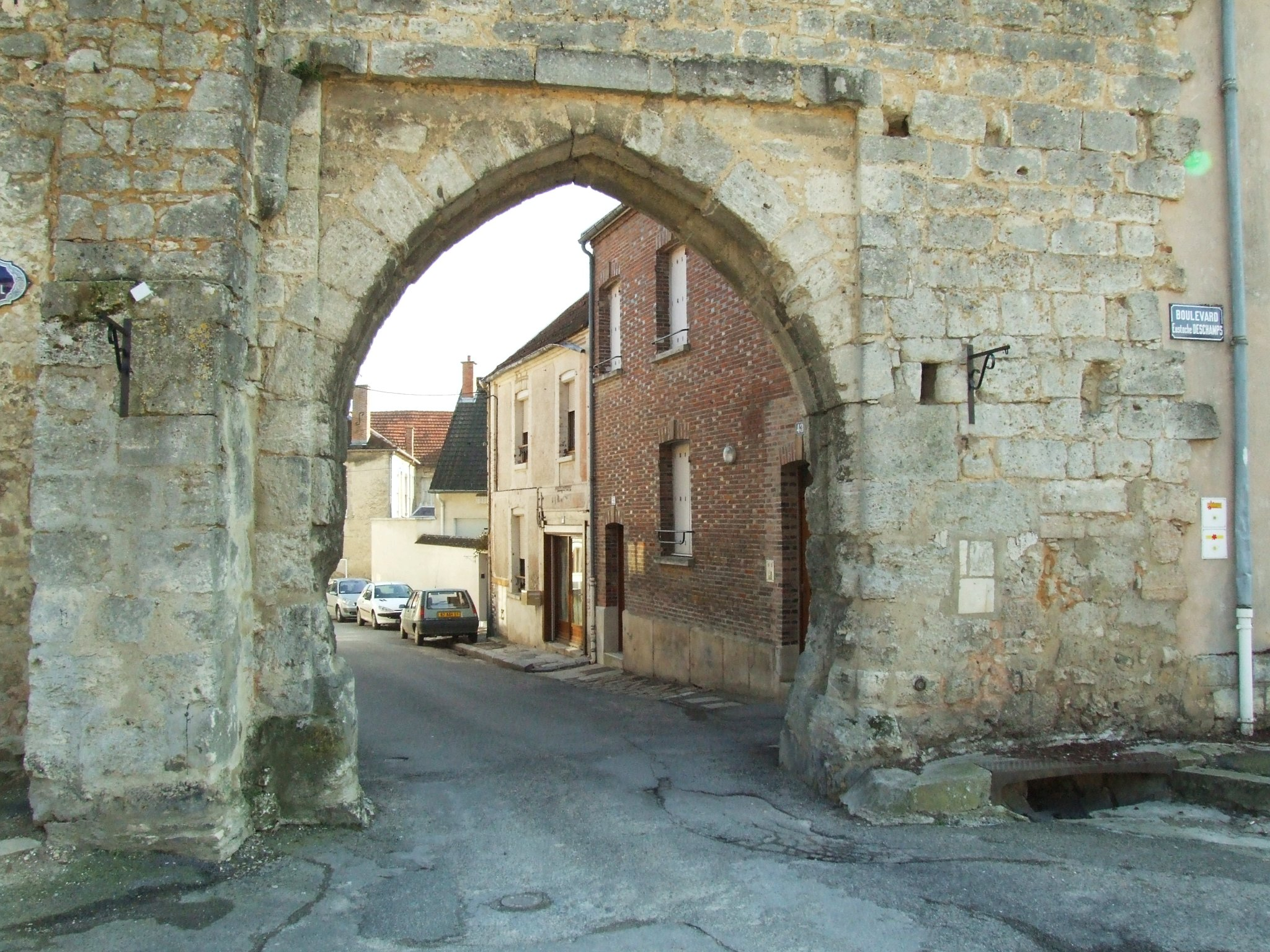
Ворота XIII века

Вертю́ (фр. Vertus) — французская коммуна в регионе Шампань — Арденны, департамент Марна. Расположена в 125 км к востоку от Парижа и 27 км к западу от Шалон-ан-Шампань, столицы региона.

## История
В IX веке город был главным местом области, известной под именем Pagus Virtudisus, из которой в 1360 году король Франции создал графство Вертю, чтобы дать его в приданое за своей дочерью по случаю её свадьбы с миланским правителем Джаном Галеаццо Висконти. По наследству перешло к Людовику Орлеанскому, затем к Франциску Бретонскому, который передал его своему бастарду Франсуа д’Авогуру, чьи потомки владели графством до середины XVIII века.
Город расположен у подножия горы, покрытой виноградниками. На одном из соседних пригорков находятся развалины замка Монтеме́ (château de Mont Aimé), некогда значительного укрепления и посредством сигналов сносившегося с замком Монтегю в 85 км от Вертю. Развалины замка окружены развалинами города, существовавшего возле замка, но разрушенного в 1407 году после упорной защиты.
В 1443 году Вертю был совершенно опустошён жителями городов Реймса, Труа и Шалона, потому что в нём скрывалась разбойничья банда, разорявшая Шампань.
В августе 1815 года возле Вертю, на обширной равнине у горы Монт-Эме́ (fr:Mont Aimé) российский император Александр I провёл общий смотр российских войск перед их возвращением назад на родину (300 тыс. военных и 85 тыс. лошадей); смотр остался в памяти французов как огромный военный парад победителей окончательно разбитого Наполеона и его армии.